# Union Association
L'Union Association est une ligue américaine de baseball professionnel qui opéra en 1884 en rivalité directe avec la Ligue nationale et l'American Association. Le statut de Ligue majeure lui est accordé rétroactivement.

## Histoire
L'Union Association est fondée le 12 septembre 1883. Le championnat qu'elle organise débute en avril 1884.
Après une saison marquée par d'importantes difficultés financières pour toutes ses franchises, l'UA cesse ses activités. Les pertes globales de l'UA sont évaluées à 250 000 dollars.
Champions de l'unique championnat de l'UA, les Maroons de Saint Louis rejoignent la Ligue nationale en 1885.

## Les franchises
- Mountain City d'Altoona (abandonne le 31 mai)
- Monumentals de Baltimore
- Reds de Boston
- Browns de Chicago (déménage à Pittsburgh le 22 août et prend le nom de Pittsburgh Stogies. Abandonne le 18 septembre)
- Outlaw Reds de Cincinnati
- Keystones de Philadelphie (abandonne le 7 août)
- Nationals de Washington
- Maroons de Saint Louis

D'autres franchises sont créées en cours de saison pour compenser les abandons :
- Cowboys de Kansas City (remplace Altoona)
- Quicksteps de Wilmington (remplace Philadelphie. Abandonne le 12 septembre)
- Brewers de Milwaukee (remplace Wilmington)
- Saints de Saint Paul (remplace Pittsburgh)

## Classement final
| Union Association                       | V  | D  | GB   | Pct. |
| --------------------------------------- | -- | -- | ---- | ---- |
| Maroons de St. Louis                    | 94 | 19 | --   | .832 |
| Brewers de Milwaukee                    | 8  | 4  | 35.5 | .667 |
| Outlaw Reds de Cincinnati               | 69 | 36 | 21.0 | .657 |
| Monumentals de Baltimore                | 58 | 47 | 32.0 | .552 |
| Boston Reds                             | 58 | 51 | 34.0 | .532 |
| Browns de Chicago/Stogies de Pittsburgh | 41 | 50 | 42.0 | .451 |
| Nationals de Washington                 | 47 | 65 | 46.5 | .420 |
| Keystones de Philadelphie               | 21 | 46 | 50.0 | .313 |
| Saints de St. Paul                      | 2  | 6  | 39.5 | .250 |
| Mountain City d'Altoona                 | 6  | 19 | 44.0 | .240 |
| Cowboys de Kansas City                  | 16 | 63 | 61.0 | .203 |
| Quicksteps de Wilmington                | 2  | 16 | 44.5 | .111 |